# آملیا وارنر
آملیا وارنر (انگلیسی: Amelia Warner؛ زادهٔ ۴ ژوئن ۱۹۸۲) هنرپیشه و خواننده اهل انگلستان است. وی از سال ۱۹۹۸ میلادی تاکنون مشغول فعالیت بوده‌است.
از فیلم‌هایی که وی در آن نقش داشته است، می‌توان به قلم‌پرها، گذر از زمستان، برادر عشق و ایان فلاکس اشاره کرد.